# حذرفيات
الحُذْرُفِيَّات هي فصيلة من حلزون البحر المفترسة التي يراوح حجمها من 9 ملم إلى نحو 500 ملم. هم رخويات بطنيات الأقدام البحرية.

## توزيع
توجد هذه الفصيلة من الحلزونات البحرية عامة في البحار الاستوائية مع أن بعض الأنواع تعيش أيضًا في مياه الدوائر القطبية.

## وصف الصدفة
أصدافها سميكة ملونة جميلة الزخارف متباينة الأشكال منها المحلزنة الأعقاب ومنها المطرقة بالمناخس الحادة.

## انظر أيضًا

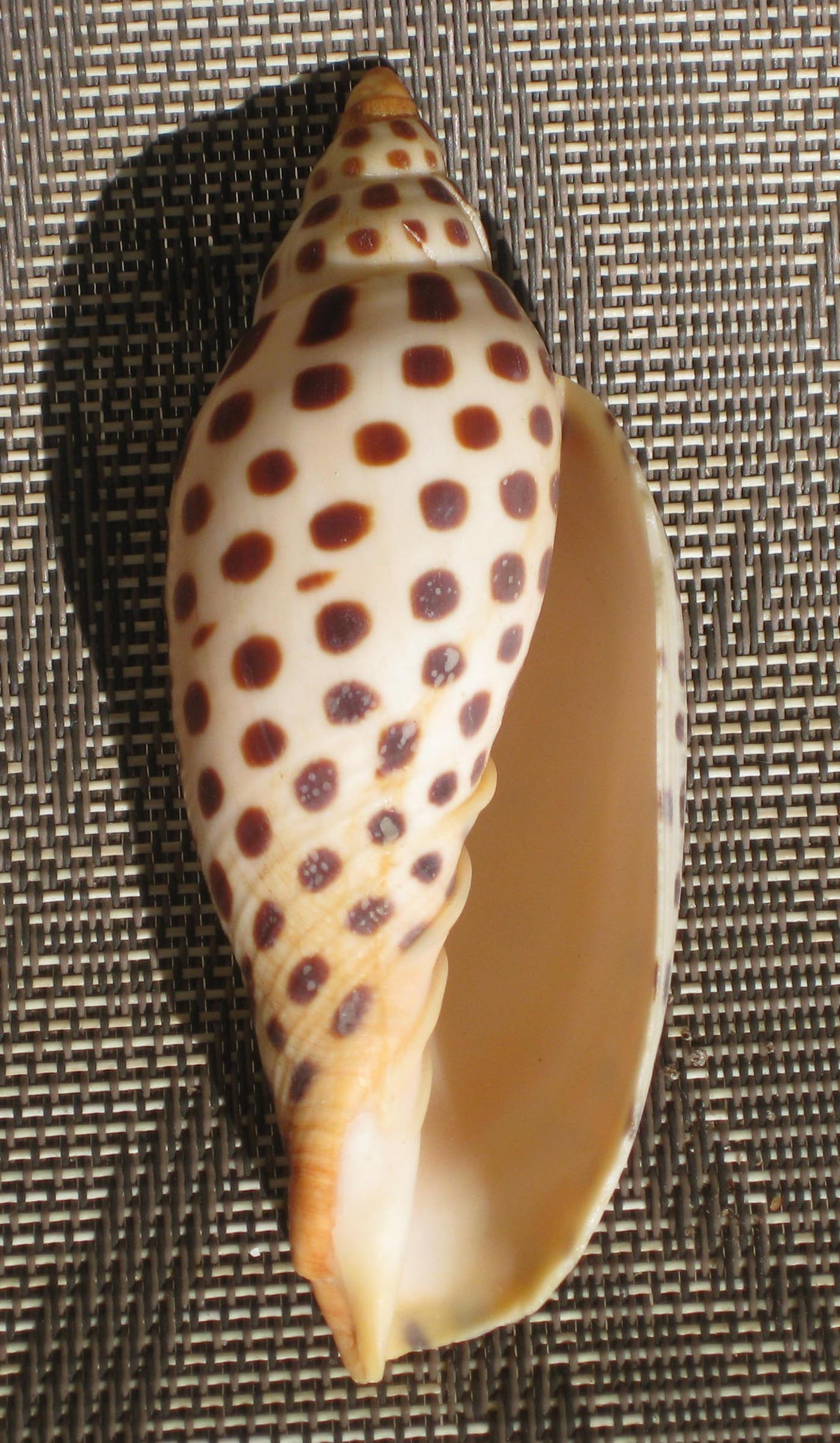
منظر رأسي لقوقعة نوع من الحذرفيات

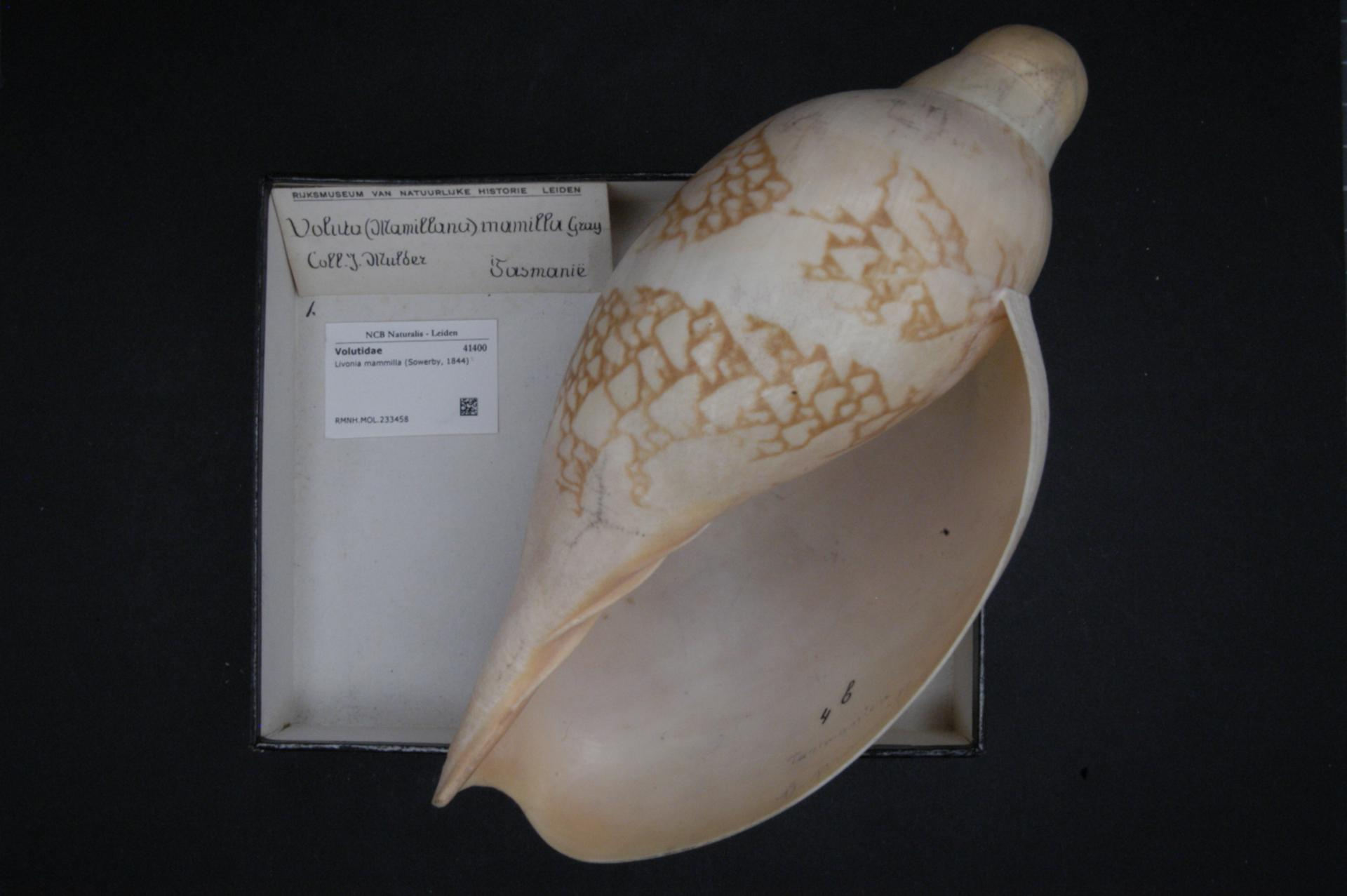
عينة متحف 1844